# Rugezi
Der Rugezi ist ein Fluss im Distrikt Burera in der Nordprovinz von Ruanda.

## Verlauf
Der Fluss hat ein Einzugsgebiet von etwa 196 km², das sich in ein Haupteinzugsgebiet von 164 km² und das Kamiranzovu-Einzugsgebiet von 32 km² unterteilt. Der Rugezi speist sich aus dem Rugezi-Feuchtgebiet und verläuft Richtung Nordwesten. Er mündet in den Burera-See, der weiter nach Süden in den tiefergelegenen Ruhondo-See abläuft und von dort weiter über den Mukungwa und Nyabarongo bis in den Nil. Basierend auf dem Zensus von 2002 leben im Einzugsgebiet des Rugezi mindestens 120.000 Menschen. Zwischen Rugezi-Feuchtgebiet und der Einmündung in den Burera-See wird der Fluss von der Nationalstraße 20 überquert. Zwischen dort und dem See durchläuft der Fluss zwei Wasserfälle. In dem Flussabschnitt befindet sich zudem das 2011 fertiggestellte Rugezi-Wasserkraftwerk, das eine installierte Leistung von 2,6 MW aufweist. An beiden flussabwärts gelegenen Seen befinden sich ebenfalls Wasserkraftwerke. Das Wasser aus dem Rugezi-Moor macht etwa 50 % des Zuflusses in den Burera-See aus.

## Feuchtgebiet
Das Rugezi-Feuchtgebiet ist als Ramsar-Gebiet ausgewiesen und wird von BirdLife International als Important Bird Area gelistet. Es wird von der Rwanda Environment Management Authority (REMA) verwaltet. Das Feuchtgebiet liegt auf etwa 2050 m Höhe zwischen sich rund 400 m erhebenden Bergen. Es fallen etwa 1050 bis 1200 mm Niederschlag pro Jahr. Im Feuchtgebiet kommen nur wenige Fischarten vor, darunter die Raubwelsart Clarias liocephalus und Haplochromis.